# Linea d'ombra (rivista)
Linea d'ombra è una rivista mensile di cultura e di politica fondata a Milano e diretta da Goffredo Fofi dal 1983 al 1995. Nel 1996 la direzione passa a Marcello Flores e Alberto Rollo con Goffredo Fofi direttore responsabile. Dal 1998 il direttore è Bruno Pischedda.

## Storia di Linea d'ombra
Privilegiando interventi di giovani, la rivista milanese è stato luogo di confronto critico tra forme diverse di espressione: narrativa, poesia, fumetto, saggistica, giornalismo, cinema, teatro, proponendo autori nuovi soprattutto stranieri extraeuropei. Linea d'ombra in particolare ha fatto conoscere per prima in Italia autori stranieri come Salman Rushdie, Abraham Yehoshua, Coetzee, Naipaul, e autori italiani come Marino Sinibaldi, Gad Lerner, Luigi Manconi, Claudio Piersanti, Giulio Angioni, Sergio Atzeni, Salvatore Mannuzzu, Alessandro Baricco.
Alla fine degli anni 1980 la rubrica di Linea d'ombra intitolata "La Terra vista dalla Luna" diventa una rivista autonoma con lo stesso titolo e sempre con la direzione di Goffredo Fofi.